# Chiesa dei Santi Giuseppe e Gregorio Magno
La chiesa dei Santi Giuseppe e Gregorio Magno  è la parrocchiale  di Corna frazione del comune di Darfo Boario Terme in provincia e diocesi di Brescia e inserita nella zona pastorale della Bassa Val Camonica
La chiesa ospita molti affreschi opere di Trento Longaretti.

## Storia
La fondazione di una prima cappella sul territorio di Corna, che originariamente era molto dislocato da Darfo mancando il collegamento del ponte sull'Oglio, fu fatta dai frati di Tours che la dedicarono a san Gregorio Magno, loro patrono. Durante lavori del 1906 per la costruzione della nuova stazione ferroviaria posta in prossimità, furono trovare tombe considerate “trentino franco ostrogoto”, a testimonianza di un'antica comunità religiosa presente sul territorio.  L'edificio fu ampliato nel Seicento.
La chiesa ottenne l'autonomia nel XIII e il XIV secolo, per volontà dei monaci del monastero di San Faustino, viene menzionata in un documento facente parte del ducato del vescovo di Brescia Tiberio della Torre, aveva il fonte battesimale e il primo parroco elencato nel libro delle Investiture fu don Achilesio dei Capitani di Sovere. Nel 1375 aveva un suo "beneficialis", certo Alessandro de Puteis arciprete di Edolo. Documentato il parroco Giovanni da Pavia che il 17 novembre 1389 ottenne dal vescovo Tommaso Visconti il permesso di recitare due messe festive. Nel 1644 il cimitero fu profanato da un atto violento che portò all'omicidio di cinque uomini.
Fino al 1562 i parroci presenti facevano parte di importanti famiglie nobili non solo del territorio di Bergamo, tra questi ebbe un ruolo importante don Sebastiano Ferraroli morto nel 1474. Si deve al parroco Antonio Romelli di Cividate l'ampliamento seicentesco della chiesa. Si deve invece a don Giovanni Menici di Greve descritto nei documenti come "celebre nelle scienze e dottore in sacra Teologia e per la sua eloquenza" la difesa del territorio di Corno nel Settecento dalle pretese della famiglia Federici di Darfo. La comunità di Montecchio, distrutta nel 1471, si unì a quella di Corna tornando ad ottenere l'autonomia nell'Ottocento. Nel XIX secolo fu unita nel vicariato di Darfo.
Il 1796 vide la chiesa oggetto di ampliamento con l'allungamento della navata dove furono aggiunti due altari, di cui uno intitolato alla Madonna del Santo Rosario e uno a san Gaetano, a cui seguirono lavori di decoro e abbellimento.. La scuola del Santissimo Sacramento fu istituita il 25 giugno 1937 presso l'altare maggiore. Nel 1897 fu innalzata la torre campanaria completa di nove campane della ditta veronese Cavadini.
La chiesa fu distrutta e completamente ricostruita nel 1925 su disegno di Ernesto Fumagalli per volontà del parroco don Cirillo Invernici. Il terreno era stato donato dalla famiglia Bontempi che ne sovvenzionò anche alcune opere. la chiesa doveva essere dedicata alla nostra Signora del Lavoro per poi invece avere l'intitolazione a san Giuseppe lavoratore. Il nuovo organo completo di ben 2500 canne, fu posto solo nel 1950 opera della Pedrini di Cremona. Nel 1959 fu demolita l'antica chiesa di San Gregorio Magno.

## Descrizione

### Esterno
L'edificio di culto è anticipato dall'ampio sagrato ed è caratterizzato dalla facciata a salienti, in elementi lapidei a vista. Il fronte principale si sviluppa su tre corpi, centrale uno di misura maggiore completo dell'ingresso principale centinato, e di misura inferiore quelli laterali. Nella parte superiore vi sono due aperture sempre ad arco ed è terminante con un'apertura circolare. Le aperture hanno contorno in cotto.

### Interno
L'interno ha una lunghezza di 42 m. e una larghezza di 18 m. e si presenta a croce greca con la cupola centrale affrescata con le immagini dei dodici apostoli da Trento Longaretti, artista che ha affrescato anche la zona absidale del presbiterio con il grande dipinto della Sacra famiglia con angeli, e i misteri del rosario in un altare laterale. Proveniente dall'antica chiesa è la pala d'altare raffigurante san Gregorio Magno, titolare dell'antica parrocchiale. Di Timo Bartolotti è il gruppo scultoreo della Pietà posto su di un altare laterale, completo di un bassorilievo a soggetto funebre. La chiesa è completa della cripta di 140 mq.